# Migdale-skatten
Migdale-skatten (engelsk The Migdale Hoard) er et depotfund af smykker fra den tidlige bronzealder, som blev fundet i maj 1900 af en arbejdsmand efter at have sprængt en granitklippe ved "Tulloch Hill" ved Bonar Bridge i Skotland.
Fundet er dateret til omkring år 2000 f.Kr. og består af række bronzegenstande heriblandt et øksehoved, et sæt armbånd og ankelringe og fornemt udskårne knapper i jet og kanalkul, der kan have siddet på en jakke, hårornamenter og dele af en dekoreret hovedbeklædning.
Fundet er på National Museums Scotland i Edinburgh.